# Jornadas escocesas
Es una Fiesta de Singularidad Turística Provincial que se celebra en Teba, Málaga, también llamadas Jornadas Escocesas o Douglas Days Teba. Con esta celebración, el municipio de Teba rememora las hazañas del escocés Sir James Douglas que, portando el corazón embalsamado del rey de Escocia, Robert de Bruce, participó en la conquista del Castillo de la Estrella, en manos musulmanas, al lado de las tropas castellanas del rey Alfonso XI, muriendo en la batalla.
En el año 1330 tendría lugar la Batalla de Teba, en el Castillo de la Estrella y cuyo desenlace desembocaría  en la toma de la fortaleza y, por ende, la reconquista cristiana de la Villa de Teba.
Unos años antes, en 1329, muere el Rey Roberto I de Escocia, conocido como Robert the Bruce, y en su lecho de muerte, pediría a su comandante en jefe y caballero más leal, Sir James Douglas, que llevara y ofreciera su corazón embalsamado al Santo Sepulcro de Jerusalén, a Tierra Santa.
Douglas asumiría su responsabilidad, y tras la muerte de su rey, navegó con una partida de caballeros y escuderos, portando el Corazón Real en un recipiente de plata colgado de su cuello.
Mientras bordeaba las costas de España y Portugal, en el verano de 1330, atracó en Sevilla, siendo calurosamente recibido por el Rey Alfonso XI de Castilla. En aquel preciso momento, dicho monarca estaba intentando acabar con la reconquista de Granada, en poder de los árabes. Douglas y sus caballeros decidieron ayudarle y luchar junto con las tropas cristianas para tomar el Castillo de la Estrella de Teba. La campaña resultó todo un éxito, pero desafortunadamente Douglas, y algunos de sus compañeros cayeron abatidos. Su cuerpo y el corazón de Robert the Bruce fueron llevados de vuelta a Escocia y allí fueron enterrados.
La Villa de Teba, hermanada con Melrose (Escocia), recuerda y conmemora cada año este hecho con sus fiestas más internacionales: las Jornadas Escocesas Douglas' Days. Considerada de Singularidad Turística Provincial, tiene lugar cada mes de agosto durante tres días, en los que se recrea el ambiente medieval propio de la época con mercadillos, actividades culturales y lúdicas, representaciones teatrales, espectáculos, pasacalles, conciertos, etc., además de la decoración de calles y la caracterización de sus vecinos, actos institucionales, una gran representación escocesa y música celta a cargo de la Agrupación de Gaiteros Escoceses de Gibraltar y la Banda Municipal de Teba.
Son numerosas las personas y asociaciones que colaboran en la organización de estas jornadas. Algunas de ellas, como la Saint Andrew´s Society de Gibraltar, la orden de caballeros templarios de San Miguel o The Strathleven Artizans, viajan expresamente desde Escocia para participar en el evento.